# Список кавалеров ордена Святого Александра Невского эпохи Николая I
Список кавалеров ордена Святого Александра Невского эпохи Николая I.
1. 25 декабря 1825 — Закревский, Арсений Андреевич (алмазные знаки — 20 апреля 1830)[1]
2. 25 декабря 1825 — Комаровский, Евграф Федотович, граф.
3. 25 декабря 1825 — Бенкендорф, Александр Христофорович (алмазные знаки — 2 октября 1827)[1].
4. 1 января 1826 — Моден-Реймон, Гавриил Карлович, граф.
5. 5 января 1826 — Веттерстедт, Густав, граф, министр иностранных дел короля шведского и норвежского[1].
6. 10 января 1826 — Рот, Логгин Осипович (алмазные знаки — 22 сентября 1828).
7. 23 января 1826 — Фердинанд, эрцгерцог эстский[1].
8. 4 февраля 1826 — Трубецкой, Василий Сергеевич, князь (алмазные знаки — 29 сентября 1828).
9. март 1826 — Франц I, император австрийский[1].
10. 5 марта 1826 — Людвиг I, король баварский[1].
11. 5 марта 1826 — Орлов-Денисов, Василий Васильевич, граф.
12. 16 апреля 1826 — Друцкий-Любецкий, Франциск-Ксаверий, князь (алмазные знаки — 1 июля 1839).
13. 22 мая 1826 — Лебцельтерн, Людвиг, граф, австрийский тайный советник.
14. 15 июля 1826 — Карвахаль-Варгас, Хосе Мигель де, герцог Сан-Карлос, испанский чрезвычайный посол[1].
15. 22 августа 1826 — Александра Фёдоровна, её императорское величество, государыня императрица[1][2].
16. 22 августа 1826 — Иона (Павинский), архиепископ (алмазные знаки — 26 марта 1839).
17. 22 августа 1826 — Авраам (Шумилин), архиепископ.
18. 22 августа 1826 — Чернышёв, Григорий Иванович, граф.
19. 22 августа 1826 — Пашков, Василий Александрович[1].
20. 22 августа 1826 — Сукин, Александр Яковлевич (алмазные знаки — 1 июля 1830)[1].
21. 22 августа 1826 — Салтыков, Сергей Николаевич, князь.
22. 22 августа 1826 — Болотников, Алексей Ульянович.
23. 22 августа 1826 — Кушников, Сергей Сергеевич (алмазные знаки — 21 апреля 1830[3])[1].
24. 22 августа 1826 — Голицын, Сергей Михайлович, князь (алмазные знаки — 7 апреля 1835)[1].
25. 22 августа 1826 — Репнин, Николай Григорьевич, князь (алмазные знаки — 22 августа 1831).
26. 22 августа 1826 — Хованский, Николай Николаевич, князь (алмазные знаки — 12 апреля 1830).
27. 22 августа 1826 — Демидов, Николай Иванович.
28. 22 августа 1826 — Вилламов, Григорий Иванович (алмазные знаки — 2 апреля 1838).
29. 22 августа 1826 — Нарышкин, Кирилл Александрович (алмазные знаки — 4 декабря 1828).
30. 22 августа 1826 — Долгорукий, Василий Васильевич, князь (алмазные знаки — 5 апреля 1830)[1].
31. 22 августа 1826 — Иловайский, Алексей Васильевич.
32. 22 августа 1826 — Ольдекоп, Карл Фёдорович.
33. 22 августа 1826 — Шёлер, Фридрих, королевский прусский чрезвычайный посланник и полномочный министр.
34. 22 августа 1826 — Блом, Отто фон, граф, датский чрезвычайный посланник и полномочный министр[1].
35. 30 августа 1826 — Фридрих Генрих Альбрехт (принц Прусский)[1].
36. 13 сентября 1826 — Мармон, Огюст Фредерик Луи, герцог Рагузский, маршал Франции[1].
37. 6 декабря 1826 — Бороздин, Николай Михайлович.
38. 6 декабря 1826 — Кикин, Пётр Андреевич.
39. 2 апреля 1827 — Альбедиль, Пётр Романович, барон.
40. 2 апреля 1827 — Долгорукий, Алексей Алексеевич, князь.
41. 2 апреля 1827 — Нелидов, Аркадий Иванович (алмазные знаки — 24 июня 1832).
42. 2 октября 1827 — Константин Николаевич, его императорское высочество, великий князь[1].
43. 27 октября 1827 — Рибопьер, Александр Иванович (алмазные знаки — 22 сентября 1829)[1].
44. 27 октября 1827 — Розен, Григорий Владимирович, барон (алмазные знаки — 1 июля 1830)[1]?.
45. 27 октября 1827 — Эммануэль, Георгий Арсеньевич.
46. 8 ноября 1827 — Риньи, Анри Готье де, вице-адмирал французского флота.
47. 11 ноября 1827 — Эристов, Георгий Евсеевич, князь (алмазные знаки — 2 сентября 1849)[1].
48. 6 декабря 1827 — Берг, Григорий Максимович.
49. 6 декабря 1827 — Саблин, Алексей Николаевич.
50. 25 декабря 1827 — Кавендиш, Уильям, 6-й герцог Девонширский, бывший великобританский чрезвычайный посол[1].
51. 25 января 1828 — Пален, Фёдор Петрович, граф (алмазные знаки — 16 апреля 1841).
52. 25 января 1828 — Нерсес V, католикос армянский (алмазные знаки — 17 августа 1843)[1].
53. 7 апреля 1828 — Баранов, Дмитрий Осипович.
54. 23 апреля 1828 — Иосафат (Булгак), митрополит греко-униатских церквей в России[1].
55. 25 июня 1828 — Виллие, Яков Васильевич, баронет (алмазные знаки — 6 декабря 1838).
56. 27 августа 1828 — Меншиков, Александр Сергеевич, князь (алмазные знаки — 10 апреля 1832)[1].
57. 30 сентября 1828 — Жомини, Генрих Вениаминович, барон (алмазные знаки — 25 июня 1839)[1].
58. 30 сентября 1828 — Бистром, Карл Иванович.
59. 17 октября 1828 — Потоцкий, Станислав Станиславович, граф.
60. 5 декабря 1828 — Мусин-Пушкин, Василий Валентинович, граф.
61. 1 января 1829 — Пален, Павел Петрович, граф.
62. 3 января 1829 — Левенштерн, Карл Фёдорович, барон (алмазные знаки — 6 декабря 1829).
63. 27 февраля 1829 — Мортемар, Казимир Луи Викторьен, герцог, французский чрезвычайный и полномочный посол[1].
64. 19 апреля 1829 — Карл Фридрих Александр, наследный принц Вюртембергский[1].
65. 19 апреля 1829 — Максимилиан, наследный принц Баварский[1].
66. 21 апреля 1829 — Хитрово, Алексей Захарович (алмазные знаки — 2 апреля 1838)[1].
67. 21 апреля 1829 — Лавинский, Александр Степанович (алмазные знаки — 20 апреля 1840).
68. 21 апреля 1829 — Потёмкин, Яков Алексеевич (алмазные знаки — 23 ноября 1829).
69. 21 апреля 1829 — Храповицкий, Матвей Евграфович (алмазные знаки — 3 апреля 1838).
70. 21 апреля 1829 — Левашов, Василий Васильевич[1].
71. 21 апреля 1829 — Чичерин, Пётр Александрович (алмазные знаки — 25 июня 1831).
72. 11 мая 1829 — Мостовский, Тадеуш Антоний, граф, министр внутренних дел Царства Польского.
73. 11 мая 1829 — Грабовский, Станислав, граф, генерал-лейтенант, министр и статс-секретарь Царства Польского (алмазные знаки — 6 октября 1831 или 5 октября 1840?).
74. 11 мая 1829 — Раух, Густав фон, инженер-генерал-лейтенант прусской службы (алмазные знаки — 27 ноября 1834)[1].
75. 12 мая 1829 — Раутенштраух, Юзеф, дивизионный генерал польских войск (алмазные знаки — 6 декабря 1832).
76. 26 мая 1829 — Кнезебек, Карл Фридрих, генерал от инфантерии прусской службы[1].
77. 26 мая 1829 — Гаке, Карл Георг Альбрехт Эрнст фон, граф, генерал от инфантерии и военный министр прусской службы.
78. 26 мая 1829 — Виллих-Лотум, Карл Фридрих Генрих фон, генерал-лейтенант прусской службы[1].
79. 27 мая 1829 — Сайн-Витгенштейн-Гогенштейн, Вильгельм[нем.], князь, министр королевского прусского двора[1].
80. 27 мая 1829 — Шильден, Фридрих Антон (нем. Friedrich Anton Freiherr von Schilden (1773—1851)), барон, обер-гофмейстер королевского прусского двора (алмазные знаки — 11 ноября 1834)[1].
81. 30 мая 1829 — Цитен, Ганс Эрнст Карл фон, граф, генерал от кавалерии прусской службы.
82. 9 июня 1829 — Ридигер, Фёдор Васильевич (алмазные знаки — 4 августа 1829)[1].
83. 9 июня 1829 — Крейц, Киприан Антонович, барон (алмазные знаки — 3 апреля 1831).
84. 9 июня 1829 — Мадатов, Валериан Григорьевич, князь.
85. 1 июля 1829 — Желтухин, Пётр Фёдорович, генерал.
86. 22 сентября 1829 — Потапов, Алексей Николаевич (алмазные знаки — 23 августа 1831).
87. 22 сентября 1829 — Орлов, Алексей Фёдорович, граф (алмазные знаки — 25 июня 1832)[1].
88. 26 сентября 1829 — Родофиникин, Константин Константинович.
89. 29 сентября 1829 — Киселёв, Павел Дмитриевич (алмазные знаки — 6 декабря 1833)[1].
90. 29 сентября 1829 — Красовский, Афанасий Иванович (алмазные знаки — 13 сентября 1831).
91. 2 октября 1829 — Энгель, Фёдор Иванович.
92. 31 декабря 1829 — Клингер, Фёдор Иванович.
93. 12 марта 1830 — Савоини, Еремей Яковлевич.
94. 5 апреля 1830 — Мюффлинг, Карл фон, генерал-лейтенант прусской службы (алмазные знаки)[1].
95. 6 апреля 1830 — Дадиани, Леван V, владетельный князь Мегрелии.
96. 25 июня 1830 — Ушаков, Павел Петрович (алмазные знаки — 22 апреля 1834).
97. 25 июня 1830 — Княжнин, Борис Яковлевич (алмазные знаки — 22 августа 1831).
98. 25 июня 1830 — Кайсаров, Паисий Сергеевич.
99. 28 июня 1830 — Рожнов, Пётр Михайлович (алмазные знаки — 7 ноября 1832).
100. 1 июля 1830 — Потоцкий, Станислав Иосифович, граф.
101. 2 августа 1830 — Ребиндер, Роберт Иванович, граф (алмазные знаки — 7 ноября 1832).
102. 22 сентября 1830 — Стрекалов, Степан Степанович (алмазные знаки — 21 августа 1836).
103. 22 сентября 1830 — Угрюмов, Павел Александрович (алмазные знаки — 6 декабря 1848).
104. 24 сентября 1830 — Педру I, Император Бразильский, король Португальский и Алгарвский.
105. 6 декабря 1830 — Игнатьев, Гавриил Александрович (алмазные знаки — 22 января 1848).
106. 6 декабря 1830 — Сухозанет, Иван Онуфриевич (алмазные знаки — 3 апреля 1838)[1].
107. 6 декабря 1830 — Шеншин, Василий Никанорович.
108. 6 декабря 1830 — Кутейников, Дмитрий Ефимович.
109. 31 декабря 1830 — Дивов, Павел Гаврилович (алмазные знаки — 16 апреля 1841).
110. 4 февраля 1831 — Абакумов, Андрей Иванович.
111. 21 февраля 1831 — Нейдгардт, Александр Иванович (алмазные знаки — 2 апреля 1833).
112. 18 апреля 1831 — Дурново, Дмитрий Николаевич.
113. 19 апреля 1831 — Вельяминов, Иван Александрович.
114. 30 июня 1831 — Ованес VIII Карбеци, патриарх армянский.
115. 11 августа 1831 — Горчаков, Михаил Дмитриевич, князь (алмазные знаки — 9 сентября 1840)[1].
116. 11 августа 1831 — Каблуков, Платон Иванович (алмазные знаки — 26 августа 1834).
117. 22 августа? 1831 — Николай Николаевич, великий князь[1].
118. 27 августа 1831 — Карл Альберт, король Сардинский[1].
119. 18 октября 1831 — Гейсмар, Фёдор Клементьевич, барон.
120. 9 ноября 1831 — Хилков, Степан Александрович, князь (алмазные знаки — 15 сентября 1834).
121. 9 ноября 1831 — Набоков, Иван Александрович (алмазные знаки — 1 августа 1836)[1].
122. 9 ноября 1831 — Сулима, Николай Семёнович (алмазные знаки — 6 декабря 1835).
123. 9 ноября 1831 — Власов, Максим Григорьевич (алмазные знаки — 6 декабря 1838).
124. 6 декабря 1831 — Дубенский, Николай Порфирьевич (алмазные знаки — 6 декабря 1833).
125. 6 декабря 1831 — Пален, Матвей Иванович, барон.
126. 1 февраля 1832 — Панкратьев, Никита Петрович (алмазные знаки — 9 сентября 1834).
127. 20 февраля 1832 — Вильгельм Георг Август Генрих, владетельный герцог Нассау.
128. 10 апреля 1832 — Сухтелен, Павел Петрович, граф.
129. 21 апреля 1832 — Шаховской, Николай Леонтьевич, князь.
130. 1 мая 1832 — Радзивилл?, князь.
131. 21 мая 1832 — Адам Вюртембергский, принц.
132. 24 июня 1832 — Дюгамель, Осип Осипович.
133. 25 июня 1832 — Матушевич, Адам Фаддеевич, граф.
134. 13 сентября 1832 — Никитин, Алексей Петрович (алмазные знаки — 30 августа 1839)[1].
135. 8 ноября? 1832 — Михаил Николаевич, великий князь[1].
136. 16 ноября 1832 — Вельяминов, Алексей Александрович (алмазные знаки — 7 апреля 1835).
137. 31 декабря 1832 — Блудов, Дмитрий Николаевич[1].
138. 31 декабря 1832 — Дашков, Дмитрий Васильевич.
139. 1 января 1833 — Кутайсов, Павел Иванович, граф.
140. 1 января 1833 — Мечников, Евграф Ильич.
141. 1 января 1833 — Козенс, Александр Рыцаревич.
142. 17 января 1833 — Марченко, Василий Романович.
143. 17 января 1833 — Гизе, Фридрих Август[нем.], барон, баварский министр иностранных дел (алмазные знаки).
144. 4 марта 1833 — Генрих (герцог Ангальт-Кётена).
145. 1 апреля 1833 — Гагарин, Сергей Иванович, князь (алмазные знаки — 29 марта 1836).
146. 26 августа 1833 — Адольф Фредерик, герцог Кембриджский[1].
147. 5 сентября 1833 — Фикельмон, Карл Людвиг, граф, императорско-королевский австрийский чрезвычайный и полномочный посол[1].
148. 17 октября 1833 — Хотек, Карл[англ.], граф, великий бугграф Богемии.
149. 17 октября 1833 — Фоллиот де Кренвиль, Людвиг Карл, граф, генерал от кавалерии австрийской службы.
150. 17 октября 1833 — Вицлебен, Карл Эрнст Иоб-Вильгельм фон, генерал-лейтенант и генерал-адъютант Его Величества короля Прусского (алмазные знаки — 6 октября 1835).
151. 17 октября 1833 — Виндишгрец, Альфред, князь, фельдмаршал-лейтенант австрийской армии (алмазные знаки — 12 ноября 1845)[1].
152. 23 декабря 1833 — Ансильон, Фридрих, статс-министр и министр иностранных дел Его Величества короля Прусского.
153. 25 декабря 1833 — Филарет (Амфитеатров), архиепископ[1].
154. 22 апреля 1834 — Полетика, Пётр Иванович (алмазные знаки — 31 декабря 1839).
155. 22 апреля 1834 — Вронченко, Фёдор Павлович (алмазные знаки — 6 декабря 1840)[1].
156. 22 апреля 1834 — Клейнмихель, Пётр Андреевич (алмазные знаки — 29 марта 1836)[1].
157. 22 апреля 1834 — Базен, Пётр Петрович.
158. 10 июня 1834 — Генрих, принц Нидерландский[1].
159. 24 июня 1834 — Адальберт, принц Прусский[1].
160. 29 августа 1834 — Карбоньер, Лев Львович.
161. 29 августа 1834 — Васильчиков, Дмитрий Васильевич (алмазные знаки — 1 июля 1842)[1].
162. 25 октября 1834 — Фридрих Вюртембергский, принц[1].
163. 5 ноября 1834 — Леопольд IV (герцог Ангальта)[1].
164. 10 ноября 1834 — Александр Нидерландский, принц[1].
165. 11 ноября 1834 — Вильгельм Брауншвейгский, владетельный герцог Брауншвейг-Эльский[1].
166. 11 ноября 1834 — Мальцан, Бурхард Фридрих (нем. Burchard Friedrich von Maltzahn (1773—1837)), гофмаршал королевского прусского двора.
167. 27 ноября 1834 — Пал III Антал, князь Эстерхази, чрезвычайный и полномочный посол императора австрийского при великобританском дворе.
168. 28 февраля 1835 — Фердинанд I (император Австрии)[1].
169. 6 апреля 1835 — Перовский, Лев Алексеевич (алмазные знаки — 25 марта 1839)[1].
170. 7 апреля 1835 — Уваров, Сергей Семенович (алмазные знаки — 25 марта 1844)[1].
171. 7 апреля 1835 — Новосильцов, Николай Петрович (алмазные знаки — 15 апреля 1841).
172. 7 апреля 1835 — Лонгинов, Николай Михайлович (алмазные знаки — 25 марта 1839)[1].
173. 21 апреля 1835 — Евгений (Казанцев), архиепископ (алмазные знаки — 14 апреля 1845).
174. 28 мая 1835 — Оттон I (король Греции)[1].
175. 29 августа 1835 — Франц Карл, эрцгерцог Австрийский[1].
176. 29 августа 1835 — Иоганн Баптист Австрийский, эрцгерцог[1].
177. 7 сентября 1835 — Людвиг III, великий герцог Гессен-Дармштадтский[1].
178. 7 сентября 1835 — Фридрих Вильгельм Вольдемар, принц прусский[1].
179. 16 сентября 1835 — Карл Людвиг Иосиф, эрцгерцог австрийский[1].
180. 21 сентября 1835 — Мюних-Беллинсгаузен, Иоахим Эдуард (нем. Joachim Edward Count von Münch-Bellinghausen (1786—1866)), граф, императорско-австрийский тайный советник.
181. 25 сентября 1835 — Коловрат-Либштейнский, Франц Антон, граф, императорско-австрийский министр[1].
182. 25 сентября 1835 — Людвиг Иосиф Антон, эрцгерцог австрийский[1].
183. 6 октября 1835 — Борстель, Людвиг, генерал от кавалерии прусской службы (алмазные знаки)[1].
184. 6 октября 1835 — Нацмер, Олдвиг фон, генерал-лейтенант прусской службы (алмазные знаки — 9 июня 1840).
185. 6 октября 1835 — Грольман, Карл фон, генерал-лейтенант прусской службы (алмазные знаки — 10 июля 1838).
186. 6 октября 1835 — Краузенек, Вильгельм фон, генерал-лейтенант прусской службы[1].
187. 10 ноября 1835 — Седльницкий, Йозеф фон, граф, министр полиции императорской австрийской службы.
188. 6 декабря 1835 — Ушаков, Павел Николаевич (алмазные знаки — 6 декабря 1839).
189. 29 марта 1836 — Воронцов-Дашков, Иван Илларионович, граф (алмазные знаки — 16 апреля 1841).
190. 29 марта 1836 — Эйлер, Александр Христофорович (алмазные знаки — 184?).
191. 29 марта 1836 — Крыжановский, Максим Константинович.
192. 12 июня 1836 — Фридрих Август II (король Саксонии)[1].
193. 18 сентября 1836 — Эрнст, принц Гессен-Филипсталь-Бархфельдский.
194. 3 ноября 1836 — Наглер, Карл Фердинанд Фридрих фон?, прусский государственный министр (+алмазные знаки).
195. 5 декабря 1836 — Галл, Роман Романович (алмазные знаки — 22 марта 1839).
196. 6 декабря 1836 — Кнорринг, Владимир Карлович (алмазные знаки — 9 декабря 1843).
197. 6 декабря 1836 — Гурьев, Александр Дмитриевич, граф (алмазные знаки — 1 июля 1846)[1].
198. 22 мая 1837 — Лэмбтон, Джон Джордж, 1-й граф Даремский, бывший английский чрезвычайный и полномочный посол при российском дворе[1].
199. 1 июня 1837 — Кавелин, Александр Александрович (алмазные знаки — 26 марта 1839).
200. 1 июня 1837 — Перовский, Василий Алексеевич (алмазные знаки — 16 апреля 1841)[1].
201. 1 июня 1837 — Адлерберг, Владимир Фёдорович (алмазные знаки — 16 апреля 1841)[1].
202. 30 августа 1837 — Максимилиан Лейхтенбергский, герцог[1].
203. 3 сентября 1837 — Остен-Сакен, Дмитрий Ерофеевич, барон (алмазные знаки — 8 сентября 1845)[1].
204. 13 сентября 1837 — Лазарев, Михаил Петрович (алмазные знаки — 11 июля 1842)[1].
205. 6 декабря 1837 — Долгоруков, Николай Андреевич, князь (алмазные знаки — 6 декабря 1846).
206. 6 декабря 1837 — Головин, Евгений Александрович (алмазные знаки — 21 марта 1840).
207. 2 апреля 1838 — Владимир (Ужинский), архиепископ.
208. 2 апреля 1838 — Кирилл (Богословский-Платонов), архиепископ.
209. 2 апреля 1838 — Крузенштерн, Иван Фёдорович (алмазные знаки — 1 января 1839).
210. 3 апреля 1838 — Тучков, Павел Алексеевич (алмазные знаки — 21 апреля 1842)[1].
211. 30 апреля 1838 — Краббе-Каризиус, Ханс[дат.], министр иностранных дел короля датского.
212. 1 мая 1838 — Кристиан, датский наследный принц[1].
213. 1 мая 1838 — Георг Фридрих Александр Карл, ганноверский наследный принц[1].
214. 1 мая 1838 — Фридрих, принц прусский, сын принца Карла, внук Его Величества короля[1].
215. 28 мая 1838 — Людвиг Вильгельм ландграф Гессен-Гомбургский.
216. 11 июня 1838 — Браге, Магнус, генерал от кавалерии шведской службы[1].
217. 11 июня 1838 — Розенблад, Матиас, министр юстиции и президент совета шведской службы[1].
218. 15 июня 1838 — Карл Людвиг Евгений, принц, сын кронцпринца Шведского[1].
219. 19 июня 1838 — Ден, Иван Иванович (алмазные знаки — 22 мая 1845).
220. 10 июля 1838 — Мёрнер, Аксель Отто[швед.], барон, генерал-лейтенант шведской службы.
221. 17 июля 1838 — Берг, Фёдор Фёдорович (алмазные знаки — 15 апреля 1845)[1].
222. 17 июля 1838 — Гилленшмидт, Яков Яковлевич (алмазные знаки — 22 мая 1845).
223. 23 июля 1838 — Челищев, Николай Александрович (алмазные знаки — 30 августа 1848).
224. 7 августа 1838 — Карл Теодор Август, принц Баварский[1].
225. 12 августа 1838 — Менсдорф-Пули, Эммануэль, граф, фельдмаршал-лейтенант австрийской службы.
226. 12 августа 1838 — Салис-Цизерс, Рудольф[нем.], граф, фельдмаршал-лейтенант австрийской службы.
227. 2 сентября 1838 — Паппенгейм, Карл Теодор[нем.], граф, генерал-лейтенант королевских баварских войск.
228. 2 сентября 1838 — Берольдинген, Йозеф Игнац[нем.], граф, министр королевского вюртембергского двора и иностранных дел (алмазные знаки — 27 июня 1846).
229. 8 октября 1838 — Кнобельсдорф, Карл Кристоф Готтлоб фон (нем. Karl Christoph Gottlob von Knobelsdorff (1767–1845)), обер-шталмейстер королевского прусского двора.
230. 16 октября 1838 — Генрих Вильгельм фон Вертер, барон, прусский министр иностранных дел.
231. 5 декабря 1838 — Озеров, Пётр Иванович (алмазные знаки — 15 апреля 1841).
232. 5 декабря 1838 — Захаржевский, Яков Васильевич (алмазные знаки — 15 апреля 1841).
233. 5 декабря 1838 — Маврин, Семён Филиппович (алмазные знаки — 27 декабря 1843).
234. 18 февраля 1839 — Фердинанд II (король Обеих Сицилий)[1].
235. 22 марта 1839 — Гейден, Логгин Петрович (алмазные знаки — 30 августа 1848).
236. 25 марта 1839 — Безродный, Василий Кириллович (алмазные знаки — 8 апреля 1843).
237. 25 марта 1839 — Танеев, Александр Сергеевич (алмазные знаки — 18 апреля 1842).
238. 26 марта 1839 — Григорий (Постников), архиепископ (алмазные знаки — 30 марта 1852)[1].
239. 26 марта 1839 — Бибиков, Дмитрий Гаврилович (алмазные знаки — 16 апреля 1841).
240. 26 марта 1839 — Шуберт, Фёдор Фёдорович (алмазные знаки — 16 апреля 1841).
241. 26 марта 1839 — Теслев, Александр Петрович.
242. 6 мая 1839 — Шипов, Сергей Павлович.
243. 25 июня 1839 — Убри, Пётр Яковлевич.
244. 8 июля 1839 — Альбрехт, эрцгерцог австрийский[1].
245. 5 сентября 1839 — Граббе, Павел Христофорович (алмазные знаки — 14 апреля 1842)[1].
246. 10 сентября 1839 — Урусов, Александр Михайлович, князь (алмазные знаки — 20 мая 1841)[1].
247. 20 сентября 1839 — Адольф Вильгельм, владетельный герцог нассауский[1].
248. 31 декабря 1839 — Безобразов, Александр Михайлович (алмазные знаки — 1 января 1853).
249. 31 декабря 1839 — Тизенгаузен, Павел Иванович, граф.
250. 6 апреля 1840 — Иоганн, принц Саксонский[1].
251. 6 апреля 1840 — Цешау, Генрих Антон, саксонский министр иностранных дел.
252. 13 апреля 1840 — Антоний (Смирницкий), епископ Воронежский и Задонский (алмазные знаки 5 апреля 1846).
253. 13 апреля 1840 — Долгоруков, Николай Васильевич, князь (алмазные знаки — 15 апреля 1845).
254. 14 апреля 1840 — Гурьев, Николай Дмитриевич, граф (алмазные знаки — 1 июля 1846).
255. 21 мая 1840 — Тиль, Карл дю[нем.], государственный министр великого герцога Гессен-Дармштадтского.
256. 5 июня 1840 — Карл, принц Гессен-Дармштадтский[1].
257. 5 июня 1840 — Эмиль, принц Гессен-Дармштадтский[1].
258. 9 июня 1840 — Ностиц, Август Людвиг Фердинанд фон, граф, генерал-лейтенант и генерал-адъютант Его Величества короля Прусского (алмазные знаки — 6 сентября 1843).
259. 9 июня 1840 — Тиле, Людвиг Густав фон, граф, генерал-лейтенант и генерал-адъютант Его Величества короля Прусского.
260. 5 октября 1840 — Фурман, Роман Фёдорович.
261. 19 ноября 1840 — Фридрих Фердинанд Леопольд Австрийский, эрцгерцог[1].
262. 6 декабря 1840 — Клингенберг, Карл Фёдорович (алмазные знаки — 11 апреля 1843).
263. 6 декабря 1840 — Беллинсгаузен, Фаддей Фаддеевич (алмазные знаки — 1 июля 1842).
264. 6 декабря 1840 — Исленьев, Николай Александрович (алмазные знаки — 6 декабря 1849).
265. 30 декабря 1840 — Штер, Матвей Петрович (алмазные знаки — 21 апреля 1843).
266. 30 декабря 1840 — Гагарин, Павел Павлович (алмазные знаки — 13 января 1848)[1].
267. 11 марта 1841 — Педру II (император Бразилии)[1].
268. 28 марта 1841 — Иосиф (Семашко), архиепископ (алмазные знаки — 9 апреля 1849)[1].
269. 28 марта 1841 — Никанор (Клементьевский), архиепископ (алмазные знаки — 5 апреля 1847)[1].
270. 14 апреля 1841 — Балугьянский, Михаил Андреевич (алмазные знаки — 25 января 1845).
271. 15 апреля 1841 — Александр Людвиг Георг Эмиль, принц Гессен-Дармштадтский[1].
272. 15 апреля 1841 — Опочинин, Фёдор Петрович (алмазные знаки — 25 марта 1844)[1].
273. 16 апреля 1841 — Павловский, Игнатий Людовик, митрополит римско-католических церквей в России.
274. 16 апреля 1841 — Колзаков, Павел Андреевич (алмазные знаки — 26 августа 1856).
275. 16 апреля 1841 — Рикорд, Пётр Иванович (алмазные знаки — 6 декабря 1853).
276. 16 апреля 1841 — Дьяков, Пётр Николаевич (алмазные знаки — 1852).
277. 16 апреля 1841 — Рейбниц, Карл Павлович.
278. 16 апреля 1841 — Дружинин, Яков Александрович.
279. 16 апреля 1841 — Николаи, Павел Андреевич, барон.
280. 16 апреля 1841 — Лобанов-Ростовский, Иван Александрович, князь (алмазные знаки — 30 августа 1848).
281. 4 июня 1841 — Ган, Павел Васильевич, барон.
282. 14 июня 1841 — Верстольк ван Зелен, Йохан Гийсберт, барон, королевско-нидерландский государственный министр иностранных дел.
283. 24 июля 1841 — Шульман, Фёдор Максимович, барон.
284. 4 октября 1841 — Фредерик Карл Христиан, наследный принц датский[1].
285. 21 января 1842 — Геруа, Александр Клавдиевич (алмазные знаки — 28 января 1846).
286. 6 марта 1842 — Фридрих Франц II, великий герцог Мекленбург-Шверинский[1].
287. 11 апреля 1842 — Антоний (Рафальский), митрополит.
288. 11 апреля 1842 — Димитрий (Сулима), архиепископ.
289. 19 апреля 1842 — Скобелев, Иван Никитич.
290. 7 мая 1842 — Горчаков, Пётр Дмитриевич, князь (алмазные знаки — 10 апреля 1855).
291. 30 мая 1842 — Соуза и Оливейро Кутиньо, Аурелиано де[порт.], министр иностранных дел императора бразильского.
292. 22 июня 1842 — Карл Фердинанд, эрцгерцог Австрийский[1].
293. 30 июня 1842 — Музовский, Николай Васильевич, протопресвитер.
294. 30 июня 1842 — Кристиан, принц Шлезвиг-Гольштейнский[1].
295. 30 июня 1842 — Лук унд Виттен, Ханс Филипп Август фон[нем.], генерал от инфантерии и генерал-адъютант короля прусского (алмазные знаки — 13 февраля 1843).
296. 1 июля 1842 — Болгарский, Василий Иванович.
297. 1 июля 1842 — Рюль, Иван Фёдорович.
298. 11 июля 1842 — Сайн-Витгенштейн-Берлебург, Август, князь, генерал-лейтенант и генерал-адъютант великого герцога Гессен-Дармштадтского.
299. 28 сентября 1842 — Сиверс, Владимир Карлович (алмазные знаки — 2 сентября 1845).
300. 28 сентября 1842 — Герштенцвейг, Даниил Александрович? (алмазные знаки — 8 сентября 1845).
301. 11 апреля 1843 — Михайловский-Данилевский, Александр Иванович (алмазные знаки — 7 апреля 1846).
302. 20 апреля 1843 — Бутенёв, Аполлинарий Петрович (алмазные знаки — 5 декабря 1847).
303. 5 июня 1843 — Кюбек, Карл Фридрих фон, барон, действительный тайный советник императорско-королевско-австрийской службы (алмазные знаки — 27 декабря 1847).
304. 1 июля 1843 — Фридрих Вильгельм Гессен-Кассельский, принц[1].
305. 12 августа? 1843 — Николай Максимилианович, его императорское высочество, князь[1].
306. 26 августа 1843 — Фридрих, принц, сын принца прусского[1].
307. 4 сентября 1843 — Август, принц вюртембергский[1].
308. 6 сентября 1843 — Бойен, Герман фон, генерал от инфантерии королевской прусской службы[1].
309. 2 октября 1843 — Тимофеев, Василий Иванович (алмазные знаки — 14 марта 1846).
310. 10 октября 1843 — Николай Александрович, его императорское высочество, великий князь[1].
311. 10 октября 1843 — Тришатный, Александр Львович[4].
312. 12 октября 1843 — Бюлов, Генрих фон, барон, королевский прусский статс-министр и министр иностранных дел.
313. 6 декабря 1843 — Георг Гессен-Дармштадтский, принц.
314. 6 декабря 1843 — Анненков, Николай Петрович (алмазные знаки — 1 апреля 1847).
315. 9 января 1844 — Вильгельм, ландграф Гессен-Кассельский[1].
316. 15 января 1844 — Бентхайм-Штайнфурт, Людвиг[дат.], принц, генерал-майор датской службы.
317. 8 февраля 1844 — Ревентлов-Криминил, Генрих[дат.], граф, датский министр иностранных дел.
318. 4 апреля 1844 — Фридрих Вильгельм, курфюрст Гессен-Кассельский[1].
319. 28 мая 1844 — Альберт Эдуард, принц Уэльский, сын Её Величества королевы Великобританской[1].
320. 17 июня 1844 — Бруннов, Филипп Иванович, барон (алмазные знаки — 16 августа 1847)[1].
321. 18 июня 1844 — Ван дер Дейн ван Маасдам, Адам Франсуа Жюль Арман, граф, обер-гофмаршал нидерландского двора.
322. 5 августа 1844 — Лидерс, Александр Николаевич, (алмазные знаки — 19 сентября 1847)[1].
323. 1 января 1845 — Штаден, Евстафий Евстафьевич.
324. 1 января 1845 — Гурко, Владимир Иосифович 2-й (алмазные знаки — 6 августа 1845).
325. 1 января 1845 — Ваценко, Иван Зиновьевич.
326. 1 января 1845 — Бутурлин, Дмитрий Петрович.
327. 17 марта? 1845 — Александр Александрович, его императорское высочество, великий князь[1].
328. 3 апреля 1845 — Ноинский, Адам Иванович.
329. 13 апреля 1845 — Строганов, Сергей Григорьевич, граф (алмазные знаки — 26 августа 1856)[1].
330. 13 апреля 1845 — Крафстрем, Евстафий Борисович (алмазные знаки — 25 июня 1848).
331. 14 апреля 1845 — Лаваль, Иван Степанович, граф.
332. 15 апреля 1845 — Обручев, Владимир Афанасьевич (алмазные знаки — 21 марта 1851).
333. 15 апреля 1845 — Миркович, Фёдор Яковлевич (алмазные знаки — 3 апреля 1845).
334. 22 мая 1845 — Чеодаев, Михаил Иванович (алмазные знаки — 1849?).
335. 5 июня 1845 — Либерман, Август фон (нем. August von Liebermann (1791–1847)), королевский прусский чрезвычайный посланник и полномочный министр при российском дворе.
336. 1 июля 1845 — Оболенский, Александр Петрович, князь (алмазные знаки — 1 июля 1848).
337. 1 июля 1845 — Ланской, Сергей Степанович (алмазные знаки — 1 июля 1848)[1].
338. 1 июля 1845 — Виельгорский, Михаил Юрьевич, граф (алмазные знаки — 22 апреля 1850).
339. 16 августа 1845 — Пальмшерна, Нильс[швед.], барон, чрезвычайный и полномочный министр его величества короля шведского и норвежского.
340. 8 октября 1845 — Виктор Эммануил, герцог Савойский[1].
341. 8 октября 1845 — Фердинанд Савойский, герцог Генуэзский[1].
342. 8 октября 1845 — Евгений Эммануил, принц Кариньянский[1].
343. 21 октября 1845 — Луиджи Бурбон-Сицилийский, граф Акуила[1].
344. 21 октября 1845 — Франческо Бурбон-Сицилийский, граф Трапани[1].
345. 24 октября 1845 — Фридрих Вильгельм фон Бранденбург, граф, генерал-лейтенант королевской прусской службы, командир 6-го корпуса.
346. 24 октября 1845 — Соларо делла Маргарита, Клементе[итал.], граф, министр его величества короля сардинского, первый статс-секретарь иностранных дел и главный начальник почт.
347. 20 ноября 1845 — Вальмоден-Гимборн, Людвиг фон, граф, генерал от кавалерии императорской австрийской службы.
348. 27 ноября 1845 — Франциск Мария Леопольд, герцог Калабрийский, сын короля королевства Обеих Сицилий[1].
349. 27 ноября 1845 — Леопольд, граф Сиракузский, брат короля королевства Обеих Сицилий[1].
350. 27 ноября 1845 — Потоцкий, Лев Северинович, граф (алмазные знаки — 1 января 1856).
351. 30 ноября 1845 — Себастьян де Бурбон, инфант испанский[1].
352. 18 декабря 1845 — Франц Иосиф, эрцгерцог австрийский, внук императора Франца I[1].
353. 19 января 1846 — Дегай, Павел Иванович.
354. 27 января 1846 — Пьетракателла, Джузеппе, маркиз, королевской сицилийской службы премьер-министр[1].
355. 27 января 1846 — Сансеверино, Пьетро Антонио, князь Бисиньяно (итал. Pietro Antonio Sanseverino principe di Bisignano (1790-1865)), интендант его величества короля Обеих Сицилий и обер-гофмейстер (алмазные знаки).
356. 27 января 1846 — Вюрбен унд Фройденталь, Евген Доминик, граф (нем. Eugen Dominik Graf von Würben und Freudenthal (1786-1848)), обер-шталмейстер императорского австрийского двора.
357. 27 января 1846 — Дитрихштейн, Мориц фон[нем.], граф, обер-камергер императорско-австрийского двора.
358. 27 января 1846 — Салузо, Вильгельмо, (итал. Guglielmo Saluzzo), генерал-адъютант его величества короля Обеих Сицилий и член совета министров.
359. 27 января 1846 — Филанджери, Карло, князь ди Сатриано, генерал-лейтенант королевско-сицилийской службы[1].
360. 30 января 1846 — Сиверс, Карл Карлович, граф.
361. 30 января 1846 — Лубяновский, Фёдор Петрович (алмазные знаки — 1 января 1856).
362. 30 января 1846 — Кочубей, Александр Васильевич (алмазные знаки — 1 января 1852).
363. 10 февраля 1846 — Мещерский, Пётр Сергеевич, князь (алмазные знаки — 12 января 1853).
364. 25 февраля 1846 — Васильев, Михаил Николаевич.
365. 14 марта 1846 — Сталь, Карл Густавович (алмазные знаки — 3 апреля 1849).
366. 2 апреля 1846 — Мейендорф, Пётр Казимирович (алмазные знаки — 16 октября 1850)[1].
367. 5 апреля 1846 — Антоний (Смирницкий), епископ Воронежский и Задонский (алмазные знаки — 5 апреля 1846).
368. 6 апреля 1846 — Поленов, Василий Алексеевич.
369. 7 апреля 1846 — Годейн, Павел Петрович.
370. 7 апреля 1846 — Корф, Николай Иванович, барон (алмазные знаки — 6 декабря 1848).
371. 7 апреля 1846 — Веймарн, Пётр Фёдорович.
372. 7 апреля 1846 — Полозов, Даниил Петрович (алмазные знаки — 3 апреля 1849).
373. 21 апреля 1846 — Апраксин, Степан Фёдорович.
374. 22 мая 1846 — Влодек, Михаил Фёдорович.
375. 24 июня 1846 — Генрих Кристиан Фридрих Людвиг Гогенлоэ-Кирхберг, (нем. Heinrich Christian Friedrich Ludwig Fürst zu Hohenlohe-Kirchberg), князь, королевский вюртембергский чрезвычайный посланник и полномочный министр при Российском Императорском дворе.
376. 27 июня 1846 — Шпицемберг, Франц Ксавье[нем.], барон, генерал-лейтенант королевской вюртембергской службы и обер-камергер.
377. 30 июня 1846 — Фредерикс, Пётр Андреевич, барон (алмазные знаки — 2 апреля 1849).
378. 1 июля 1846 — Ширинский-Шихматов, Платон Александрович, князь (алмазные знаки — 29 марта 1849).
379. 1 июля 1846 — Мусин-Пушкин, Михаил Николаевич (алмазные знаки — 7 апреля 1851).
380. 1 июля 1846 — Фридрих Шлезвиг-Гольштейн-Зондербург-Глюксбургский, принц.
381. 9 июля 1846 — Оскар, принц шведский[1].
382. 12 сентября 1846 — Барант, Проспер де, барон, королевский французский чрезвычайный и полномочный посол при Российском дворе.
383. 16 ноября 1846 — Каниц-Дальвиц, Карл фон, барон, генерал-лейтенант королевской прусской службы и министр иностранных дел.
384. 28 декабря 1846 — Корф, Модест Андреевич, барон (алмазные знаки — 1851).
385. 31 декабря 1846 — Панин, Виктор Никитич, граф (алмазные знаки — 8 сентября 1859)[1].
386. 1 марта? 1847 — Евгений Максимилианович, его императорское высочество, князь Лейхтенбергский[1].
387. 18 марта 1847 — Иосиф (герцог Саксен-Альтенбургский)[1].
388. апрель? 1847 — Владимир Александрович, его императорское высочество, великий князь[1].
389. 1 июля 1847 — Вильсон, Александр Яковлевич (алмазные знаки — 23 июля 1856).
390. 19 октября 1847 — Туркул, Игнатий Лаврентьевич (алмазные знаки — 3 апреля 1849).
391. 25 октября 1847 — Коллоредо-Вальзее, Франц, граф, австрийский чрезвычайный и полномочный посол при Российском дворе.
392. 28 октября 1847 — Козен, Пётр Андреевич.
393. 28 октября 1847 — Курнатовский, Сигизмунд Адамович, генерал.
394. 6 декабря 1847 — Сумароков, Сергей Павлович (алмазные знаки — 8 сентября 1859)[1].
395. 1847 — Акинфов, Фёдор Владимирович[5].
396. 22 января 1848 — Дурасов, Егор Александрович (алмазные знаки — 1 января 1853).
397. 22 января 1848 — Горголи, Иван Савич (алмазные знаки — 1 января 1854).
398. 17 марта 1848 — Меллин, Аксель Густав, барон, вице-председатель Сената Великого княжества Финляндского.
399. 11 апреля 1848 — Парфений (Чертков), архиепископ.
400. 11 апреля 1848 — Храпачёв, Василий Иванович.
401. 28 августа 1848 — Шредер, Андрей Андреевич (алмазные знаки — 13 мая 1852).
402. 29 августа 1848 — Фридрих Вильгельм, принц Мекленбург-Шверинский[1].
403. 30 августа 1848 — Пещуров, Алексей Никитич.
404. 22 октября 1848 — Аргутинский-Долгоруков, Моисей Захарович, князь (алмазные знаки 6 декабря 1850).
405. 6 декабря 1848 — Шульгин, Дмитрий Иванович (алмазные знаки — 23 апреля 1850).
406. 6 декабря 1848 — Купреянов, Павел Яковлевич.
407. 1 января 1849 — Гартунг, Николай Иванович (алмазные знаки — 18 мая 1852).
408. 1 января 1849 — Бахтин, Николай Иванович (алмазные знаки — 1 января 1851).
409. 14 марта 1849 — Ламбрускини, Луиджи, кардинал.
410. 14 марта 1849 — Антонелли, Джакомо, кардинал.
411. 2 апреля 1849 — Боде, Лев Карлович, барон (алмазные знаки — 26 августа 1856).
412. 3 апреля 1849 — Салтыков, Михаил Александрович.
413. 10 апреля 1849 — Неелов, Александр Дмитриевич.
414. 16 мая 1849 — Шварценберг, Феликс цу, князь, австрийский фельдмаршал-лейтенант, министр иностранных дел и председатель Совета министров (алмазные знаки)[1].
415. 21 мая 1849 — Мустафа Решид-паша (алмазные знаки).
416. 29 июля 1849 — Плаутин, Николай Фёдорович (алмазные знаки — 30 августа 1857)[1].
417. 4 августа 1849 — Завадовский, Николай Степанович (алмазные знаки — 28 августа 1851).
418. 4 августа 1849 — Бебутов, Василий Осипович (алмазные знаки — 29 сентября 1851).
419. 4 августа 1849 — Фёдоров, Павел Иванович (алмазные знаки — 28 сентября 1851).
420. 13 августа 1849 — Гайнау, Юлиус Якоб фон, барон, генерал-фельдцейхмейстер, главнокомандующий императорско-австрийскими войсками[1].
421. 13 августа 1849 — Шлик цу Бассано, Франц, граф, австрийский фельдмаршал-лейтенант, командир 1-го корпуса (алмазные знаки — 8 июля 1851).
422. 22 августа 1849 — Викинский, Иван Михайлович (алмазные знаки — 30 июня 1852).
423. 22 августа 1849 — Фельдман, Александр Иванович (алмазные знаки — 1852).
424. 26 августа 1849 — Оффенберг, Иван Петрович, барон (алмазные знаки — 29 сентября 1851).
425. 26 августа 1849 — Лабынцев, Иван Михайлович (алмазные знаки — 17 октября 1851).
426. 31 августа 1849 — Гербель, Карл Густавович.
427. 31 августа 1849 — Анреп-Эльмпт, Иосиф Романович (алмазные знаки — 17 апреля 1858).
428. 1 сентября 1849 — Панютин, Фёдор Сергеевич (алмазные знаки — 28 мая 1851).
429. 9 сентября 1849 — Леопольд Австрийский, эрцгерцог австрийский[1].
430. 8 октября 1849 — Раух, Фридрих Вильгельм фон, прусский генерал-лейтенант, генерал-адъютант Его Величества короля Прусского.
431. 6 декабря 1849 — Арнольди, Иван Карлович.
432. 6 декабря 1849 — Арбузов, Алексей Фёдорович (алмазные знаки — 30 августа 1855).
433. 6 декабря 1849 — Моллер, Александр Фёдорович.
434. 6 декабря 1849 — Офросимов, Михаил Александрович (алмазные знаки — 1 января 1859).
435. 28 декабря 1849 — Сергей Максимилианович, его императорское высочество, князь Лейхтенбергский[1].
436. 22 января 1850 — Алексей Александрович, великий князь[1].
437. 15 февраля 1850 — Шабельский, Иван Петрович (алмазные знаки — 17 сентября 1852).
438. 21 февраля 1850 — Эрнст Фридрих Пауль Георг Николаус, герцог, Его Высочество наследный принц Саксен-Альтенбургский.
439. 14 марта? 1850 — Николай Константинович, великий князь[1][6].
440. 14 марта 1850 — Нугент фон Вестмет, Лаваль, граф, генерал-фельдцейхмейстер императорско-австрийской службы, командир 2-го резервного корпуса[1].
441. 1 апреля 1850 — Дьюлаи, Ференц, императорско-королевский австрийский военный министр.
442. 17 апреля 1850 — Гамалея, Николай Михайлович (алмазные знаки — 19 апреля 1853).
443. 21 апреля 1850 — Исидор (Никольский), экзарх Грузии, архиепископ Карталинский и Кахетинский[1].
444. 21 апреля 1850 — Гавриил (Городков), архиепископ Рязанский и Зарайский.
445. 22 апреля 1850 — Гагарин, Сергей Сергеевич, князь.
446. 22 апреля 1850 — Полуденский, Пётр Семёнович.
447. 22 апреля 1850 — Жемчужников, Михаил Николаевич (алмазные знаки — 23 апреля 1854).
448. 23 апреля 1850 — Дубельт, Леонтий Васильевич (алмазные знаки — 30 марта 1852).
449. 2 мая 1850 — Данненберг, Пётр Андреевич (алмазные знаки — 28 сентября 1852).
450. 20 мая 1850 — Арсений, архиепископ Варшавский и Новогеоргиевский.
451. 23 мая 1850 — Реад, Николай Андреевич.
452. 25 мая 1850 — Моравский, Осип Павлович.
453. 31 мая 1850 — Дона-Шлобиттен, Фридрих Карл Эмиль цу, граф, генерал от кавалерии прусской службы, командир 1-го армейского корпуса.
454. 31 мая 1850 — Муравьёв, Николай Николаевич (алмазные знаки — 1863)[1].
455. 3 июня 1850 — Олферьев, Павел Васильевич.
456. 18 июля 1850 — Фернанду II, король Португальский[1].
457. 27 июля 1850 — Георг, герцог Мекленбург-Стрелицкий[1].
458. 20 сентября 1850 — Кокошкин, Сергей Александрович (алмазные знаки — 17 апреля 1855).
459. 14 ноября 1850 — Рохус фон Рохов, Теодор Генрих, генерал-лейтенант, чрезвычайный посланник и полномочный министр Его Величества короля Прусского при Российском Императорском дворе.
460. 6 декабря 1850 — Игнатьев, Павел Николаевич (алмазные знаки — 17 апреля 1855)[1].
461. 6 декабря 1850 — Хомутов, Михаил Григорьевич (алмазные знаки — 26 августа 1856)[1].
462. 1 января 1851 — Кочубей, Демьян Васильевич (алмазные знаки — 17 апреля 1855).
463. 4 апреля 1851 — Прянишников, Фёдор Иванович (алмазные знаки — 8 сентября 1859).
464. 8 апреля 1851 — Евгений (Баженов), архиепископ Астраханский и Енотаевский.
465. 8 апреля 1851 — Василий (Лужинский), архиепископ Полоцкий и Витебский.
466. 8 апреля 1851 — Глинка, Владимир Андреевич (алмазные знаки — 12 февраля 1854).
467. 8 апреля 1851 — Голицын, Александр Фёдорович, князь (алмазные знаки — 1855)[1].
468. 10 июня 1851 — Линдхейм, Карл Фридрих[нем.], генерал-адъютант Его Величества короля Прусского, генерал-лейтенант.
469. 20 июня 1851 — Альберт, принц Саксонский[1].
470. 25 июня 1851 — Теннер, Карл Иванович.
471. 8 июля 1851 — Елачич, Йосип, барон, бан хорватский, генерал-фельдцейхмейстер императорско-австрийской службы.
472. 8 июля 1851 — Вратислав фон Митровиц-Неттолицкий, Евгений, граф, генерал от кавалерии императорско-австрийской службы, командир 1-й армии.
473. 8 июля 1851 — Гесс, Генрих фон, барон, генерал-фельдцейхмейстер императорско-австрийской службы, генерал-квартирмейстер австрийской армии.
474. 8 июля 1851 — Лихтенштейн, Франц де Паула, князь, фельдмаршал-лейтенант императорско-австрийской службы, командир 13-го армейского кавалерийского корпуса.
475. 8 июля 1851 — Грюнне, Карл Людвиг, граф, фельдмаршал-лейтенант, первый генерал-адъютант Его Величества Императора Австрийского.
476. 15 октября 1851 — Мантейфель, Отто Теодор, барон, королевско-прусский министр иностранных дел.
477. 17 октября 1851 — Шильдер, Карл Андреевич (алмазные знаки — 25 марта 1854).
478. 17 октября 1851 — Сухозанет, Николай Онуфриевич (алмазные знаки — 12 апреля 1859)[1].
479. 19 декабря 1851 — Анненков, Николай Николаевич (алмазные знаки — 26 августа 1856).
480. 26 декабря 1851 — Гартман, Ларс Габриэль фон (алмазные знаки — 26 мая 1855).
481. 1 января 1852 — Денфер, Август Ульянович (алмазные знаки — 8 сентября 1859).
482. 1 января 1852 — Муравьёв, Михаил Николаевич (алмазные знаки — 1 января 1856)[1].
483. 16 марта 1852 — Георгий Максимилианович, 6-й герцог Лейхтенбергский[1].
484. 25 марта 1852 — Шереметев, Василий Александрович (алмазные знаки — 26 августа 1856).
485. 25 июня 1852 — Коцебу, Павел Евстафьевич (алмазные знаки — 21 марта 1854)[1].
486. 29 марта 1852 — Шувалов, Андрей Петрович, граф (алмазные знаки — 17 апреля 1855)[1].
487. 30 марта 1852 — Гофман, Андрей Логгинович (алмазные знаки — 30 августа 1856).
488. 22 августа 1852 — Литке, Фёдор Петрович (алмазные знаки — 1 января 1858)[1].
489. 26 августа 1852 — Долгоруков, Василий Андреевич, князь[1].
490. 10 сентября 1852 — Оффенберг, Фёдор Петрович, барон.
491. 25 сентября 1852 — Гельфрейх, Егор Иванович (алмазные знаки — 24 апреля 1857).
492. 27 ноября 1852 — Серебряков, Лазарь Маркович.
493. 29 ноября 1852 — Северин, Дмитрий Петрович (алмазные знаки — 16 августа 1857).
494. 6 декабря 1852 — Овандер, Василий Яковлевич.
495. 30 июля 1852 — Паткуль, Владимир Григорьевич.
496. 1 января 1853 — Бутков, Пётр Григорьевич.
497. 1 января 1853 — Курута, Иван Эммануилович.
498. 1 января 1853 — Ореус, Иван Максимович (алмазные знаки — 31 декабря 1858).
499. 19 апреля 1853 — Иннокентий (Борисов), архиепископ.
500. 23 апреля 1853 — Гудович, Андрей Иванович, граф.
501. 6 декабря 1853 — Ростовцев, Яков Иванович (алмазные знаки — 26 августа 1856).
502. 6 декабря 1853 — Мейендорф, Егор Фёдорович, барон (алмазные знаки — 8 сентября 1859)[1].
503. 19 апреля 1853 — Олсуфьев, Василий Дмитриевич (алмазные знаки — 17 апреля 1855).
504. 6 декабря 1853 — Витовтов, Павел Александрович (алмазные знаки — 8 сентября 1859).
505. 6 декабря 1853 — Эссен, Антон Антонович.
506. 1 января 1854 — Илличевский, Платон Демьянович.
507. 1 января 1854 — Нечаев, Степан Дмитриевич.
508. 20 января 1854 — Армфельт, Александр Густавович, барон (алмазные знаки — 1 января 1859)[1].
509. 11 апреля 1854 — Лекс, Михаил Иванович.
510. 11 апреля 1854 — Смарагд (Крыжановский), архиепископ.
511. 25 июня 1854 — Андроников, Иван Малхазович.
512. 23 августа 1854 — Гасфорд, Густав Христианович (алмазные знаки — 26 апреля 1856).
513. 6 декабря 1854 — Муравьёв-Амурский, Николай Николаевич (алмазные знаки — 26 августа 1856).
514. 6 декабря 1854 — Философов, Алексей Илларионович (алмазные знаки — 16 августа 1857).
515. 6 декабря 1854 — Реутт, Иосиф Антонович.
516. 185? — Антоний (Зубко), архиепископ.
517. 185? — Штрандман, Карл Густавович.